# 4556 Gumilyov
4556 Gumilyov este un asteroid din centura principală, descoperit pe 27 august 1987 de Liudmila Karacikina.